# King Size (film)
King Size je francouzský filmový muzikál z roku 2007, který režíroval Patrick Maurin podle vlastního scénáře. Film byl natáčen v Paříži téměř kompletně na pravém břehu (1., 2., 3., 9., 11., 12. a 18. obvod), pouze taneční scéna na nábřeží Quai de la Tournelle se odehrává v 5. obvodě, tj. na levém břehu.

## Děj
Vincent a Nicolas žijí společně na Montmartru a jednoho dne v gay baru potkají Gabriela, se kterým stráví dohromady noc. Gabriel pochází z Lyonu a v Paříži studuje politologii. Druhého dne se opět sejdou a Vincent s Nicolasem Gabrielovi nabídnou, aby s nimi bydlel pohromadě. Musejí ale mít větší postel, aby se na ni všichni vešli, proto si koupí americkou s velikostí King Size. Pro jejich příbuzné je sice dané, že oba muži bydlí v homosexuálním svazku, ale ve třech s mladým studentem je už přece jen příliš. Vincentova sestra Sophie nechce, aby všichni tři přijeli na Vánoce k rodičům. Nicolasova matka se snaží jejich rozhodnutí pochopit. Gabriel se setká se Sophií a řekne jí, že na Vánoce raději odjede za rodiči do Lyonu, aby Vincent mohl být se svou rodinou. Sophie se nakonec s jejich vztahem smíří, a protože sama opouští manžela a má milence, se kterým čeká dítě, za rodiči nepojede a Vánoce stráví svátky s nimi, jejich přáteli a Nicolasovou matkou. Své dítě chce pojmenovat Gabriel.

## Obsazení
| Jonathan Burteaux  | Gabriel |
| Laurent Artufel    | Vincent |
| Claude Jan         | Nicolas |
| Ysa Ferrer         | Sophie  |
| Maud Heywang       | Véro    |
| Eric Gueho         | Nono    |
| Sébastien Roch     | Pierre  |
| Marie Myriam       | Nicole  |
| Eric Melville      | Maxime  |
| Nova-Louna Castano | Laura   |